# 벤 스타인

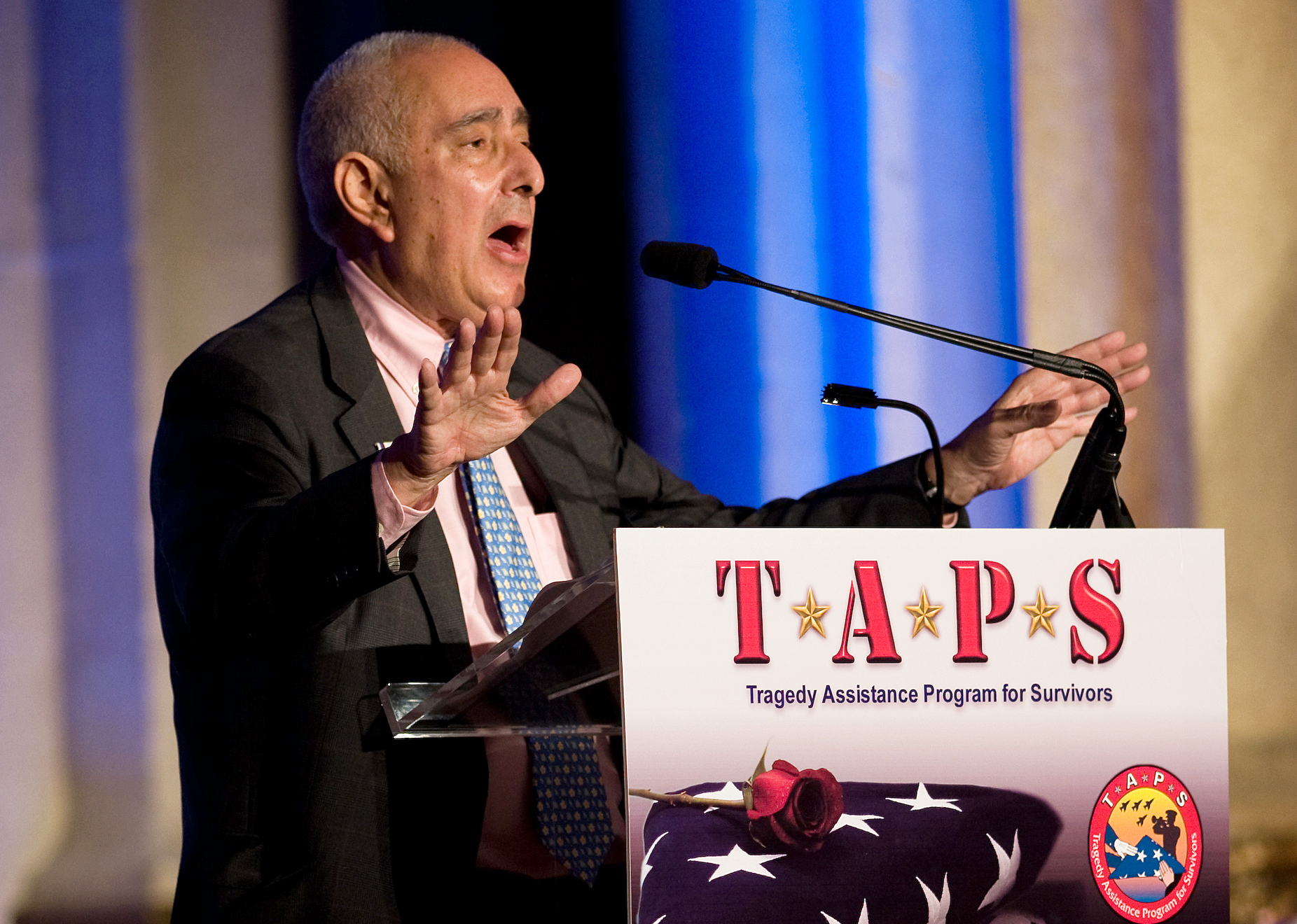

벤 스타인(Ben Stein, 1944년 11월 25일 ~ )는 미국의 배우, TV 사회자, 변호사, 작가, 교사, 각본가, 성우, 영화 제작자이다.
워싱턴 D.C.에서 태어났다.

## 출연 작품

### 영화
- 와일드 라이프 (1984)
- 페리스의 해방 (1986)
- 자동차 대소동 (1987)
- 부스터 (1988, The Boost)
- 허니문 인 베가스 (1992)
- 데이브 (1993)
- 개구쟁이 데니스 (1993)
- 금고털이와 소년 (1993, Me and the Kid)
- 가출 부모 (1993, The Day My Parents Ran Away)
- 리치 리치 (1994) - 학교 교사 역
- 마스크 (1994)
  - 마스크 2 - 마스크의 아들 (2005)
- 마이 걸 2 (1994)
- 마이애미 랩소디 (1995, Miami Rhapsody)
- 꼬마 유령 캐스퍼 (1995) - 러그 씨 역
  - 꼬마 유령 캐스퍼 2 - 새로운 모험 (1997)
  - 꼬마 유령 캐스퍼 3 - 캐스퍼와 웬디 (1998)
- 하우스 어레스트 (1996, House Arrest)
- Breakfast with Einstein (1998)
- 맨 인 화이트 (1998, National Lampoon's Men in White)
- 산타와 스노우맨: 세기의 대결 (2002, Santa vs. the Snowman)
- 네 엄마가 동물들을 죽였다 (2007, Your Mommy Kills Animals) - 다큐멘터리
- Fired! (2007) - 본인
- 추방: 허용되지 않는 지성 (2008, Expelled: No Intelligence Allowed)

### 텔레비전
- 케빈은 열두살 (1989-91)
- 더 데일리 쇼 (1997-2017) - 본인
- The Late Late Show with Craig Kilborn (1999-2001) - 본인
- 지미 키멀 라이브! (2003-2016) - 본인·초대손님
- 더 레이트 레이트 쇼 위드 크레이그 퍼거슨 (2005-13) - 본인·초대손님
- 쿠스코? 쿠스코! (2006-08) - 애니메이션
- Glenn Beck (2009)